# خوان، أمير أستورياس
خوان، أمير أستورياس وجيرونا (30 يونيو 1478 - 4 أكتوبر 1497) هو الطفل الثاني والابن الوحيد لـ ملكان الكاثولكيان فرناندو الثاني من أراغون وإيزابيلا الأولى من قشتالة.